# 金博爾頓城堡

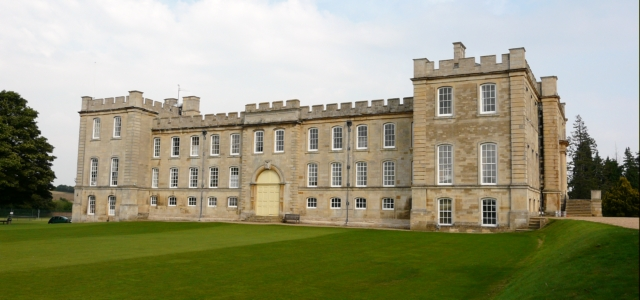
金博爾頓城堡

金博爾頓城堡（英語：Kimbolton Castle）是位於英國英格蘭劍橋郡金博爾頓的一座城堡。這座城堡是英國國王亨利八世的第一任王后阿拉貢的凱瑟琳的最終歸宿地。金博爾頓城堡本來是一座中世紀城堡，後改建為一座宮殿。在1615年至1950年期間金博爾頓城堡曾是曼徹斯特公爵的封地。現屬金博爾頓學校（Kimbolton School）。

## 外部連結
- Castle history on Kimbolton School's website （页面存档备份，存于）
- Visitor information from Kimbolton School's website （页面存档备份，存于）

52°17′47″N 0°23′18″W / 52.2964°N 0.3884°W